# بروشة

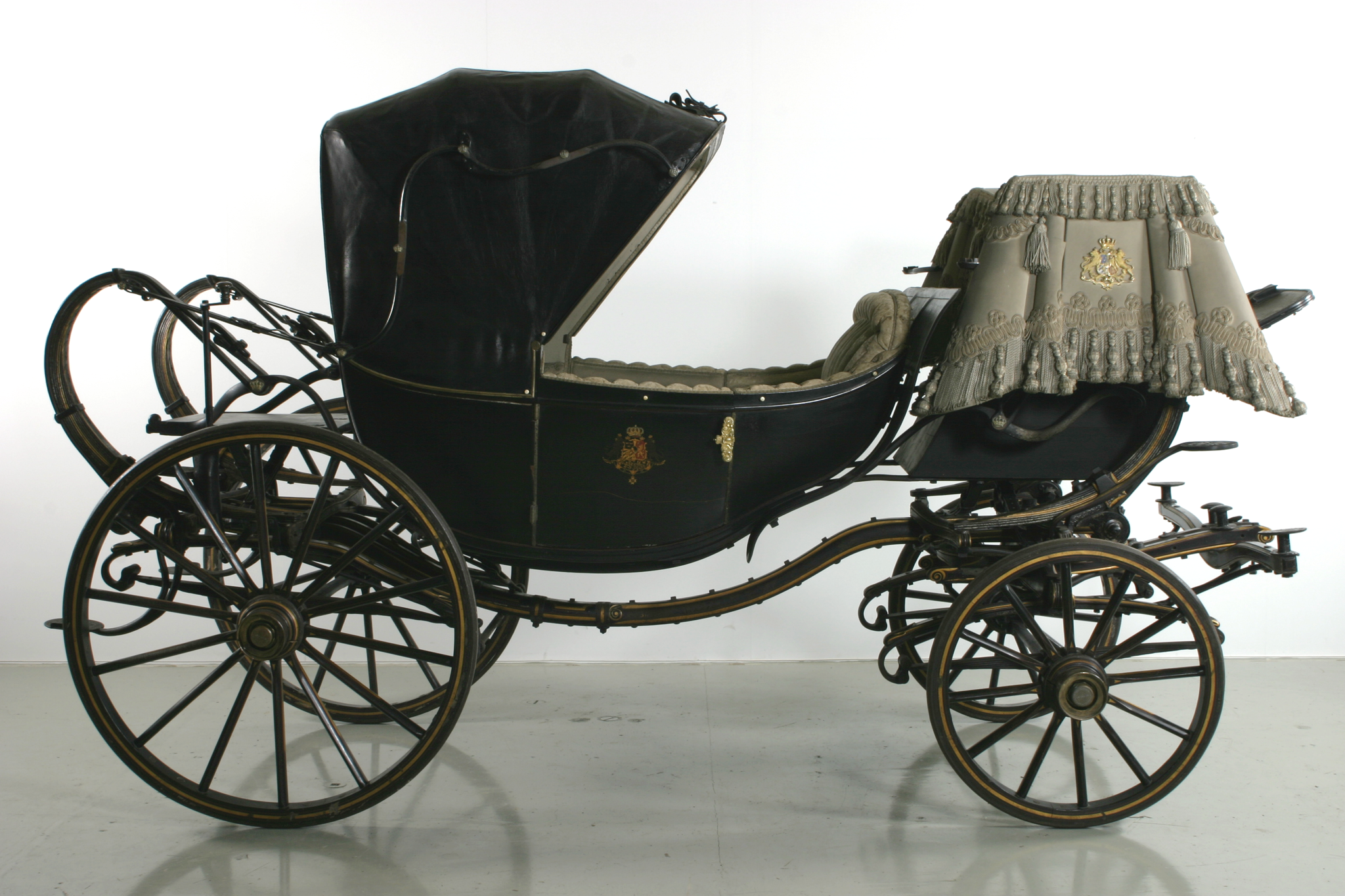
برّوش في المتحف الحربي السويدي

البَرُّوشة هي عربة كبيرة مفتوحة ذات أربع عجلات ثقيلة وفاخرة يجرها حصانان. كان مألوفة طوال القرن التاسع عشر. يوفر جسمها مقاعد لأربعة ركاب، مقعدين في الخلف مقابلان لمقعدين فوق صندوق أمتعه خلف سائق العربة. يمكن رفع سقف جلدي لمنح ركاب المقعد الخلفي بعض الحماية من الطقس.

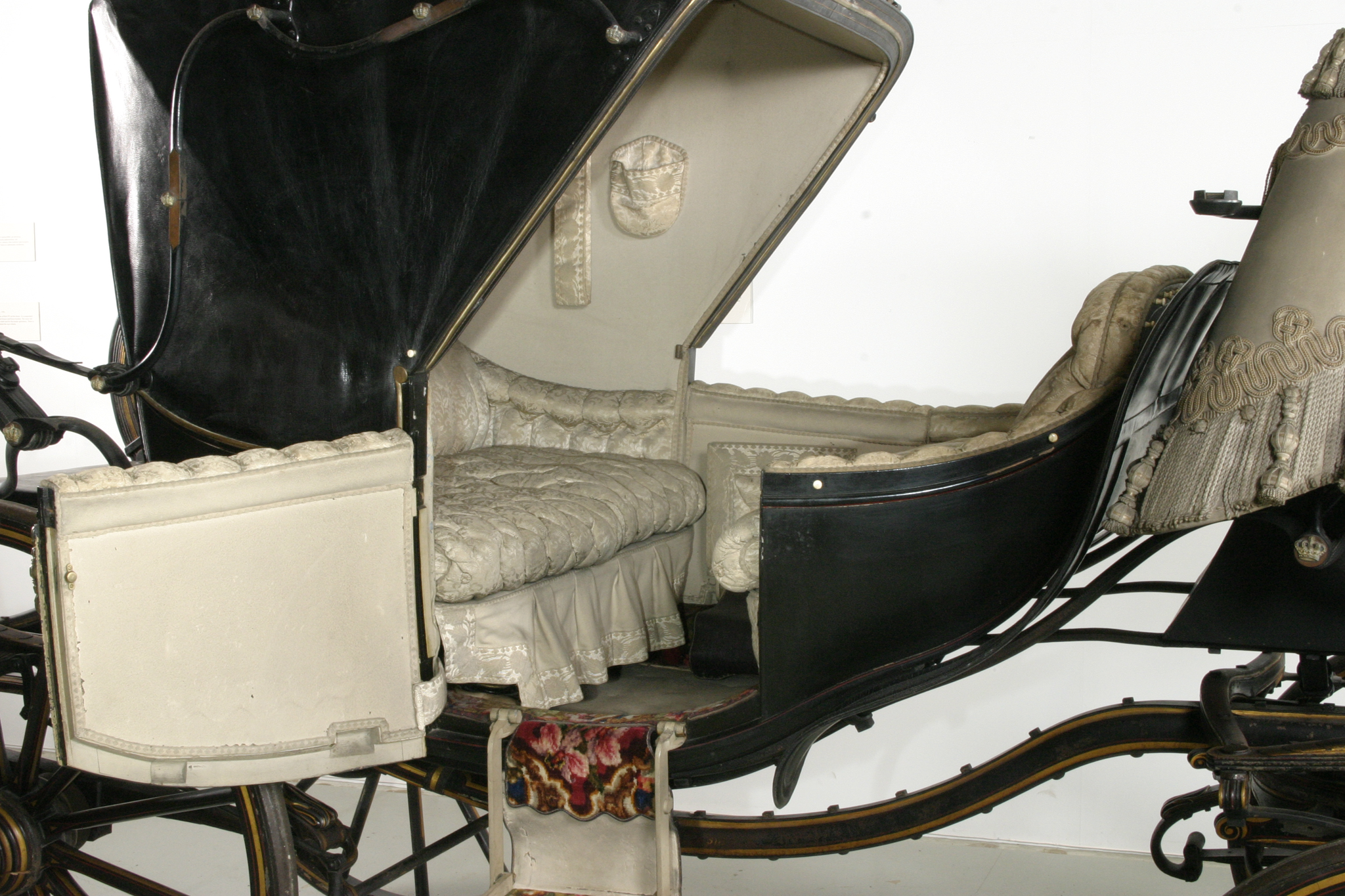
التفاصيل من الباب والمقاعد